# Dulichiopsis brevidactyla
Dulichiopsis brevidactyla is een vlokreeftensoort uit de familie van de Dulichiidae. De wetenschappelijke naam van de soort is voor het eerst geldig gepubliceerd in 1986 door Ledoyer.